# الیزابت دی برگ
الیزابت دی برگ (متولد ۱۲۸۹ - مرگ ۲۷ اکتبر ۱۳۲۷) همسر دوم و تنها ملکه شاه رابرت د بروس بود. الیزابت در حدود سال ۱۲۸۹ و احتمالاً در شهرستان داون یا انتریم در ایرلند به دنیا آمد. 
او دختر یکی از قدرتمندترین نجیب زادگان ایرلند در آن دوره، یعنی ریچارد اوگ دی برگ، دومین وارث الستر بود که یکی از دوستان صمیمی و متحد ادوارد یکم انگلستان بود.
با وجود این که شوهر الیزابت یکی از معروف ترین شاهان و جنگجویان ایرلند است، اما اطلاعات چندانی از او در دست نیست. همانند اکثر زنان قرون وسطایی، سوابق کمی از الیزابت مانده اما مشخصاً در دوران حکومت شوهرش شاه رابرت، او درگیر آشفتگی سیاسی میان اسکاتلند و انگلستان شد و برای حفظ جان، چندین بار به جاهای مختلف نقل مکان کرد. او نهایتاً به اسارت گرفته شد.

## فرزندان
| نام                | تولد                | وفات                           | نکات |
| ------------------ | ------------------- | ------------------------------ | --- |
| مارگارت            | بین سال ۱۳۱۵ و ۱۳۲۳ | ۳۰ مارس ۱۳۴۶ حین زایمان        | همسر ویلیام دی موراویا، وارث پنجم ساترلند. او یک پسر داشت: جان که در ۲۰سالگی در اثر مرگ سیاه مرد. (۱۳۴۶–۱۳۶۱)                |
| ماتیلدا (ماد)      | بین سال ۱۳۱۵ و ۱۳۲۳ | ۳۰ ژوئیه ۱۳۵۳                  | همسر توماس ایسک/ایزاک و دو دختر داست: جوانا (همسر جان گالدا مک دوگال) و کاترین . مدفون در دانفرملین ابی                      |
| دیوید دوم اسکاتلند | ۵ مارس ۱۳۲۴         | ۲۲ فوریه ۱۳۷۱                  | شاه اسکاتلند (1329 – ۱۳۷۲). ازدواج (۱) در سال ۱۳۲۸ جون اهل تاور؛ بدون فرزند؛ ازدواج (۲) در ۱۳۶۴ مارگارت دراموند، بدون فرزند. |
| جان                | ۵ مارس ۱۳۲۴         | اکتبر ۱۳۲۷ کاخ دانفرملین, فایف | دوقلوی کوچک تر دیوید دوم. وارث پادشاهی اسکاتلند.                                                                             |
| الیزابت بروس       | نامعلوم             | بعد از سال ۱۳۶۴                | ازدواج با سر والتر الیفنت از ابردالگی و داپلین.                                                                              |